# Werner Bircher

Werner Bircher (1988)

Werner Bircher (* 30. Juli 1928 in Bern; † 10. März 2017) war ein Schweizer Politiker (FDP).
Bircher war Elektroingenieur HTL und Vizedirektor der Chr. Gfeller AG in Bümpliz. Ab 1965 gehörte er dem Berner Stadtrat an, den er 1973 präsidierte. 1975 wurde er Mitglied des Gemeinderats der Stadt Bern und übernahm die Finanzdirektion. Von 1979 bis 1992 war er Stadtpräsident. In seine Amtszeit fielen die Jugendunruhen der achtziger Jahre, darunter die Besetzung der ehemaligen Reitschule 1981, deren Schliessung 1982 und deren Wiederbesetzung 1987 sowie die Errichtung des Zelt- und Wagendorfs Zaffaraya 1985 und dessen Räumung 1987.